# Prostilo

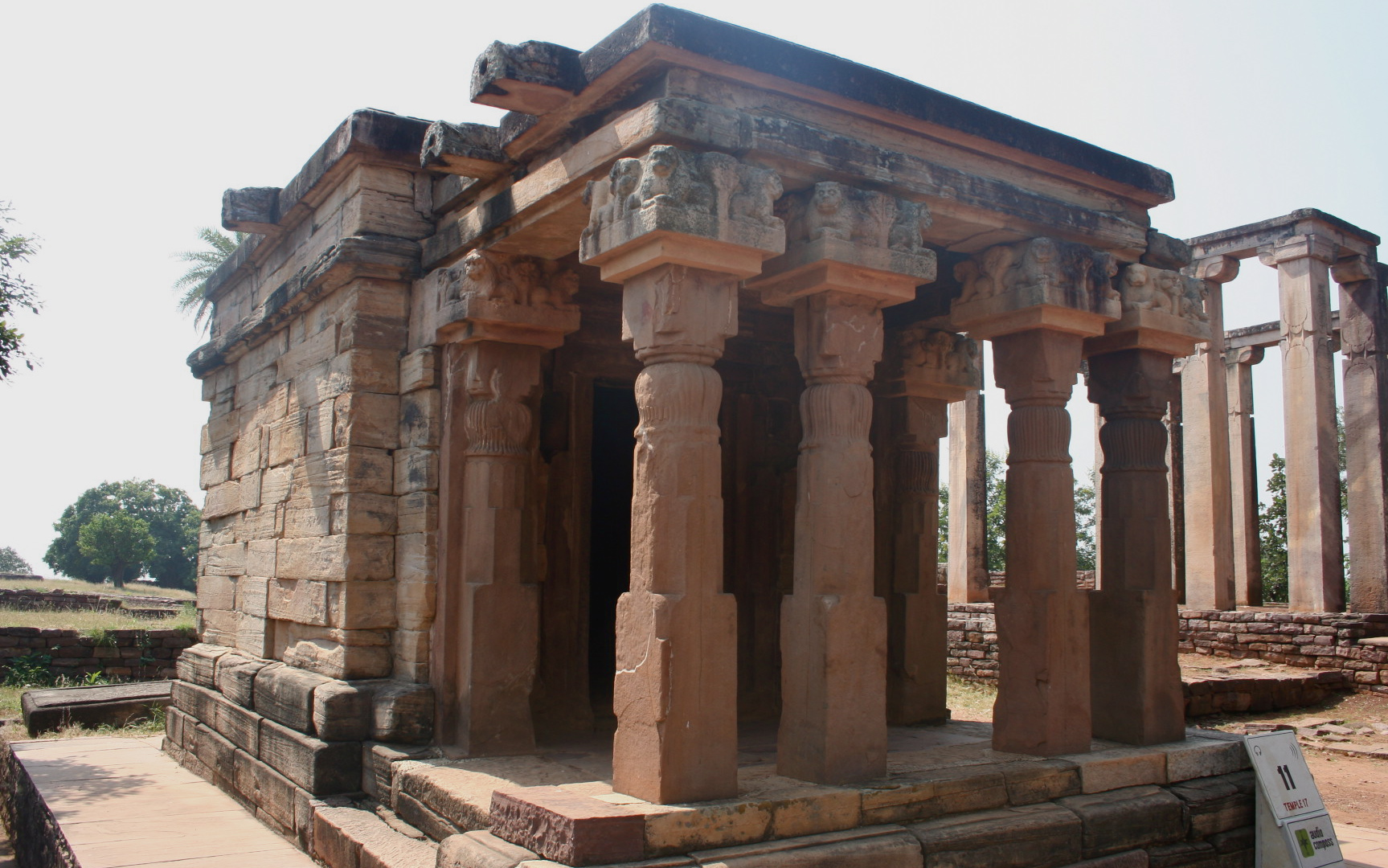
Um tetrastilo prostilo, um templo do período Gupta em Sanchi (Índia).

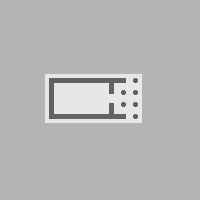
Prostilo.

Prostilo (em grego:  πρόστυλος, transl.: próstylon, «que tem colunas à frente», pelo latim prostȳlos, «idem»), em arquitectura, é um edifício, de base rectangular e cerrado, que possui um pórtico com uma fileira de quatro a seis colunas apenas na sua fachada anterior, ou principal e que não possui colunas exteriores nas restantes laterais. O espaço de entrada do templo prostilo é delimitado por esses elementos. Este estilo pode ser encontrado em particular nos templos gregos e etruscos, tendo os romanos mais tarde incorporado este motivo nos seus edifícios.
Segundo Vitrúvio (III, 2), as colunas eram quatro; mas, não fosse o templo na ilha Tiberina por si citado e outros, não se conhece mais nenhum do mesmo tipo, mas sim templos com diferentes números de colunas na frontaria.
Alguns exemplos de templos prostilo mencione-se o Templo de Antonino e Faustina, na Via Sacra do Fórum Romano ou Templo de Magna Mater, no Palatino.
Aos templos que apresentam colunas nas fachadas anterior e posterior, chamam-se-lhes anfiprostilo.